# Musikverein für Steiermark

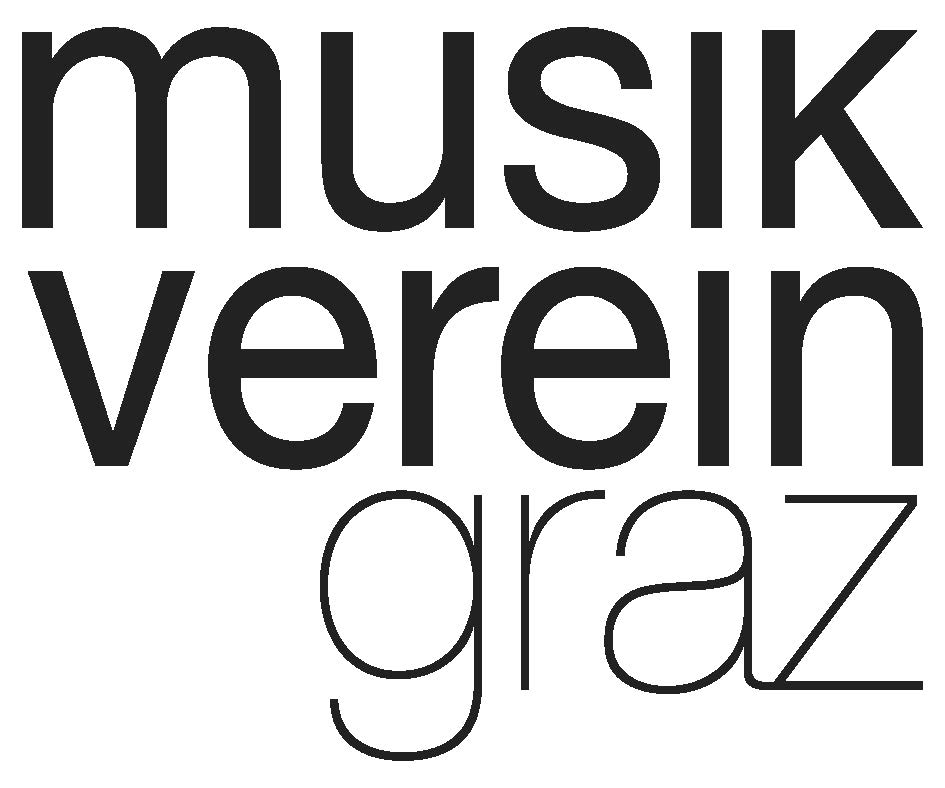
Logo Musikverein Graz

Der Musikverein für Steiermark in Graz ist der größte Konzertveranstalter der Steiermark. Die Konzerte finden im Stefaniensaal (Congress Graz) statt, der zu den akustisch besten Konzertsälen der Welt zählt, sowie im benachbarten Kammermusiksaal (Congress Graz). Der Musikverein für Steiermark ist neben dem Wiener Musikverein (Gesellschaft der Musikfreunde in Wien) einer der ältesten Musikvereine der Welt, die seit ihrer Gründung ohne Unterbrechung arbeiten. Er wurde 1815 als „Academischer Musikverein“ gegründet und 1817 als „Musikverein für Steyermark“ behördlich anerkannt. Zwischenzeitlich wurden auch Namen wie „Steiermärkischer Musikverein“ oder „Musikverein in der Steiermark“ verwendet, seit den 1850er-Jahren ist die Bezeichnung „Musikverein für Steiermark“ üblich.

## Geschichte

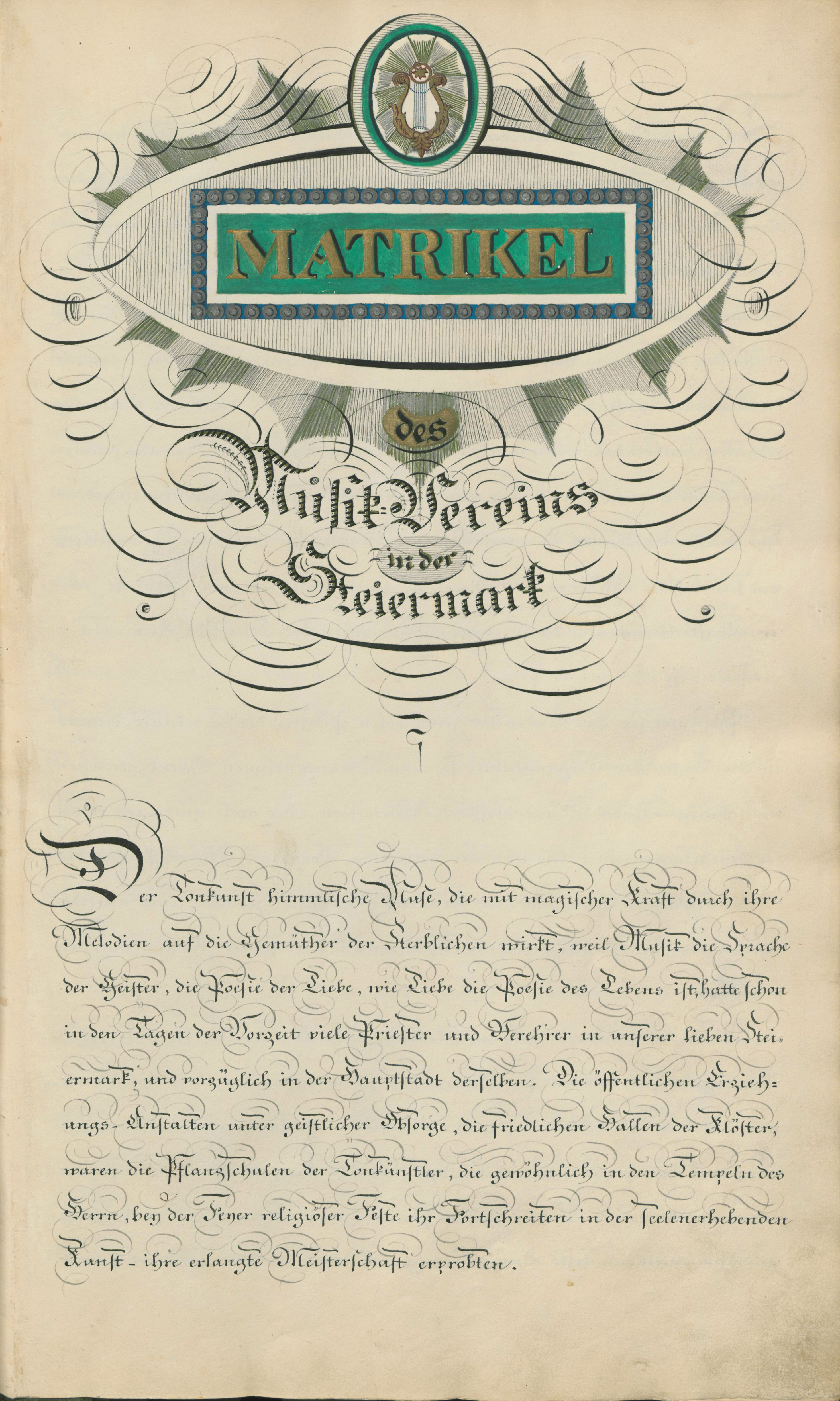
Die im Jahr 1821 angelegte Matrikel des Steiermärkischen Musikvereins

### Gründungszeit
Der Musikverein für Steiermark wurde im Frühjahr 1815 von einer Vereinigung Grazer Akademiker gegründet, das genaue Datum ist allerdings nicht bekannt. Die treibende Kraft bei der Gründung war den ersten Statuten zufolge Johann Farbmann, Kurat der Grazer Stadtprobstei. Dieses Dokument wurde außerdem von 30 weiteren Personen unterzeichnet. In Form „musikalischer Übungen“ wurde gemeinsam musiziert, zur Motivation der Mitglieder wurden außerdem öffentliche Akademien veranstaltet. Zweck des neu gegründeten Vereins war „seine eigene und der musikalischen Jugend in Steyermark musikalische Bildung“ sowie „das Vergnügen des Publikums und die dadurch zu erzielende Beförderung der Wohltätigkeitsanstalten“. 1819 konnte Erzherzog Johann als Protektor des Musikvereins gewonnen werden. Er setzte sich beim Kaiser für den Musikverein ein und besuchte Ausschusssitzungen sowie Konzerte der Vereinsschule. Wie der ursprüngliche Name „Academischer Musikverein“ verrät, wurden in den ersten Monaten nur Akademiker aufgenommen. Da dieser Personenkreis jedoch zu eng gefasst war, wurden schon bald „auch Mitglieder aus anderen Kreisen als ‚Ehrenmitglieder‘“ aufgenommen, die allerdings keine aktiven Musiker waren, sondern fördernde Mitglieder („teilnehmende Ehrenmitglieder“). Bereits 1817 wurde der Zusatz „Academischer“ aus den Statuten des Musikvereins getilgt, Akademiker durften fortan auch nicht mehr den Hauptanteil des Ausschusses ausmachen. Seit 1821 gibt es auch „auswärtige Ehrenmitglieder“ (Ehrenmitglieder im heutigen Sinne). Zu den bedeutendsten Ehrenmitgliedern des frühen 19. Jahrhunderts zählen Ludwig van Beethoven (1821) und Franz Schubert (1823).
Im ersten „öffentlichen Konzert“ (für Mitglieder und geladene Gäste) am 6. Juni 1815 wurden Werke der Ehrenmitglieder Ludwig van Beethoven, Franz von Mosel und Anton Diabelli sowie Kompositionen von Rodolphe Kreutzer, [?] Müller und Vincenzo Righini aufgeführt. Die ersten öffentlichen Konzerte dienten ausschließlich Wohltätigkeitszwecken, später gab es alle 1–2 Monate „Gesellschaftskonzerte“, Wohltätigkeitskonzerte und Aufführungen von Kirchenmusik. Während in den ersten Jahrzehnten vorrangig einheimische Musiker auftraten, wurden ab 1870 verstärkt auswärtige Musiker herangezogen, auch begründet in der zunehmenden Konkurrenz durch Gesangsvereine, die eine attraktivere Konzertgestaltung erforderten. Ab 1885 stand dem Musikverein mit dem Stefaniensaal schließlich ein ständiger Konzertsaal zur Verfügung. Zuvor hatten die Konzerte u. a. im Rittersaal des Landhauses oder im Ständischen Redoutensaal stattgefunden.

### Das 19. Jahrhundert
Von einem Repertoire im heutigen Sinne kann man in der 1. Jahrhunderthälfte noch nicht sprechen. Vorherrschend waren in den ersten Jahrzehnten die Sakralmusik (z. B. Oratorien und Chorwerken von Joseph Haydn, Gaspare Spontini und Wolfgang A. Mozart), aber auch Opernarien und -ouvertüren sowie Variationen. Eine große Anzahl von Werken, die oft nicht als Ganzes aufgeführt wurden, sowie die sehr unterschiedlichen Besetzungen prägten die Programme im Potpourri-Stil. Im Laufe der 1840er-Jahre waren verstärkt Werke deutscher Komponisten sowie Instrumentalmusik zu hören. Von einem neuen Werkverständnis, „das den Ausgangspunkt für den Musikverein auf dem Weg zu einem modernen Konzertveranstalter bildete“, zeugt die häufigere Aufführung ganzer Kompositionen (z. B. Symphonien). In den 1850ern kam es wieder vermehrt zur Aufführung großer Chorwerke (z. B. von Felix Mendelssohn Bartholdy oder Joseph Haydn) und einer Professionalisierung der Sänger. Im folgenden Jahrzehnt wurden häufiger auswärtige Künstler engagiert und die Konzertprogramme deren Wünschen entsprechend adaptiert, sodass etwa mehr solistische Werke (v. a. für Violine und Klavier) auf dem Programm standen. Mit der Herausgabe einer detaillierten „Konzertordnung“ erfolgte 1862 ein weiterer Meilenstein in Richtung professioneller Konzertveranstalter. Die Definition von „Haupt-Nummern“ führte zu dramaturgisch durchdachten Konzertprogrammen. In der 2. Jahrhunderthälfte wurden u. a. sämtliche Symphonien Ludwig van Beethovens aufgeführt. Es kam zur Setzung thematischer Schwerpunkte (z. B. mit Konzerten zu Ehren von Felix Mendelssohn Bartholdy, Ludwig van Beethoven und Richard Wagner). In den Konzerten der 1880er-Jahre standen publikumswirksame Virtuosen im Vordergrund. Bedeutsam waren v. a. die Werke von Richard Wagner, aber auch von Johann S. Bach oder Anton Bruckner (Erstaufführung der 7. Symphonie). In den 1890er-Jahren etablierte sich auch endgültig die Kammermusik im Konzertprogramm.

### Das 20. Jahrhundert
Die politische Situation Österreichs im frühen 20. Jahrhundert hatte auch auf den Musikverein massive Auswirkungen. So war durch die schwierige wirtschaftliche Lage auch die Konzerttätigkeit teilweise stark eingeschränkt. Zu einer Verbesserung der finanziellen Situation führte der Verkauf der wertvollen „Kaisersammlung“ an die Österreichische Nationalbibliothek im Jahr 1935. Wie alle anderen privaten und öffentlichen Institutionen wurde auch der Musikverein den ideologischen Zielen und organisatorischen Konzepten des Nationalsozialismus unterworfen. Dazu zählte auch die obligatorische Mitgliedschaft in der Reichsmusikkammer. 1939 wurde das Konservatorium vom Steirischen Musikschulwerk übernommen und der Musikverein als reiner Konzertveranstalter weitergeführt. Die politischen Geschehnisse beeinflussten auch das Konzertrepertoire. Der Musikverein musste sich meist auf in Graz und der näheren Umgebung zur Verfügung stehende Künstler beschränken, große symphonische Besetzungen waren finanziell und organisatorisch schwierig zu bewältigen. Diese Umstände führten andererseits zu einer breiten Gestaltung des Repertoires. Neben Kompositionen aus Klassik und Romantik kam es zu einer großen Zahl von Ur- und Erstaufführungen. Auf dem Programm standen u. a. Werke von Richard Strauss, Franz Liszt, Pjotr I. Tschaikowsky (Erstaufführung 1. Klavierkonzert), Anton Bruckner und Hugo Wolf, aber auch thematische Abende wie ein Kammermusikabend unter dem Motto „Moderne Meister“ (Max von Schillings, Joseph Marx u. a.) oder eine „Beethoven-Feier“. Unter der Direktion Hermann Ritter von Schmeidels (1894–1953) in den 1930ern kam es zu einem Barockschwerpunkt. „Offene Singstunden“ dienten auch der Propaganda. Die Kammer- und Solistenkonzerte brachten ein breites Repertoire von der Klassik bis zu Claude Debussy, Paul Hindemith, Hans Pfitzner, Sergej Rachmaninow oder Egon Kornauth. Zu Beginn des Zweiten Weltkriegs wurde der Konzertbetrieb zunächst scheinbar ungestört weitergeführt. „Dem Hörer soll innere Erhebung, aber auch Ablenkung und Entspannung geboten werden. Alles Minderwertige und Seichte jedoch hat in der Vortragsfolge keinen Platz.“ Auch Werke von Komponisten jüdischer oder slawischer Abstammung waren verboten. Der Fokus lag auf Künstlern aus dem „Altreich“ bzw. auf „deutscher“ Musik, z. B. auf Werken von Johann S. Bach, Johann Joseph Fux und Joseph Marx, deutscher Weihnachtsmusik und Volksliedern. Ab 1942 wurden verstärkt „leichtere“ Programme zur Unterhaltung und Ablenkung veranstaltet, etwa unter dem Titel „Fröhliche Klaviermusik“ oder „Beschwingte Musik“. In den Orchesterkonzerten dominierten Werke von Beethoven, Johannes Brahms und Bruckner, deutschen und italienische Komponisten. Gegen Kriegsende nahm die Zahl der Konzerte deutlich ab.
Nach dem 2. Weltkrieg wurde der Musikverein als privater Verein neu konstituiert. Die Konzerte des Theaterorchesters fanden nun im Musikverein statt, wodurch die Orchesterkonzerte gesichert waren. Zudem wurden auswärtige Solisten und Ensembles eingeladen. Ab 1945 wurde zusätzlich im Sommer eine „Grazer Festwoche“ veranstaltet, bei denen u. a. Karl Böhm, Julius Patzak, Maria Cebotari, Josef Krips, Hermann Scherchen und die Wiener Philharmoniker gastierten. Unter der Leitung von Generalsekretär Albert Moser gelang der Anschluss an den internationalen Konzertbetrieb mit Persönlichkeiten wie John Barbirolli, Hans Knappertsbusch, Sergiu Celibidache, Herbert von Karajan und Clemens Krauss. Aus einer finanziellen Krise führte in den frühen 1950ern ein erster Fördervertrag mit dem Land Steiermark und ein Vertrag mit dem Grazer Philharmonischen Orchester. In den 1950er-Jahren nahm die Musik des 20. Jahrhunderts stetig zu, auch bedingt durch das von Landesmusikdirektor Erich Marchkl ins Leben gerufene „Studio für Probleme zeitlich naher Musik“. Unter Reinhold Portisch wurde die Konzertzahl in der Jubiläumssaison 1965/1966 stark erhöht, die Sommerspiele in den Herbst verlegt und mit dem „steirischen herbst“ zusammengeführt. Zu einer Spezialität für Graz kristallisierte sich seit 1954/1955 die Veranstaltung von Liederabenden mit Künstlern wie Irmgard Seefried, Christa Ludwig, Hermann Prey, Nicolai Gedda, Lisa della Casa, Fritz Wunderlich, Gundula Janowitz, Grace Bumbry, Peter Schreier, Teresa Berganza, Lucia Popp, Brigitte Fassbaender und Jessye Norman.
Mit Erika Kaufmann stand ab 1971 erstmals eine Frau an der Spitze des Musikvereins. Unter ihrer Führung wurden die Vereinsfinanzen saniert und der Musikverein vom „steirischen herbst“ getrennt. Kaufmann setzte verstärkt auf die Bewerbung von Solisten-, Kammerkonzerten und Liederabenden. „Konzerte außer Abonnement“ sollten die Attraktivität des Musikvereins gewinnbringend steigern. 1990 feierte der Musikverein sein 175-jähriges Jubiläum mit einem Festprogramm und einer weiteren Festschrift. 1991 übernahm Uta Werner das Amt der Generalsekretärin. Unter ihrer Leitung debütierten junge Künstler, die später zur Weltspitze zählten, etwa Martin Grubinger, Leonidas Kavakos, Thomas Quasthoff, Julian Rachlin, Markus Schirmer, Bo Skovhus und Maxim Vengerov, aber auch Größen wie Cecilia Bartoli, Miltiades Caridis, Valery Gergiev, Thomas Hampson, Midori, Georges Prêtre, Sir Simon Rattle und Wolfgang Sawallisch.

### 200 Jahre Musikverein
Mit der Bestellung von Michael Nemeth zum Generalsekretär und künstlerischen Leiter ab 2008/2009 gelang durch internationale Spitzenmusiker und innovative Projekte die Gewinnung neuer, größerer Publikumskreise. Im Musikverein gastierten seither u. a. Agnes Baltsa, Piotr Beczała, Alfred Brendel, Diana Damrau, Elīna Garanča, Edita Gruberová, Dmitri Hvorostovsky, Vesselina Kasarova, Jonas Kaufmann, Angelika Kirchschlager, Fabio Luisi, Oleg Maisenberg, Mischa Maisky, Xavier de Maistre, Sir Neville Marriner, Zubin Mehta, Anna Netrebko, Krzysztof Penderecki, Olga Peretyatko, Julian Rachlin, András Schiff, Christian Thielemann, Ramón Vargas, Rolando Villazón und Arcadi Volodos sowie renommierte Orchester (z. B. Royal Philharmonic Orchestra, Wiener Symphoniker und Philharmoniker). Die Zusammenarbeit mit dem Grazer Philharmonischen Orchester wurde mit spannenden Programmen und Ur- und Erstaufführungen intensiviert. Im Bereich der Kammermusik gastierten Weltklasse-Ensembles (z. B. Tokyo String Quartet, Quatuor Ébène) ebenso wie junge Ensembles. Weitere Höhepunkte waren Konzerte mit Angela Denoke (Musik der 1920er- und 1930er-Jahre), Martin Grubinger (The Percussive Planet) und Cecilia Bartoli (Sacrificium, Händels Heldinnen u. a.), die Musik zum Stummfilm Der Rosenkavalier (Frank Strobel, Grazer Philharmonisches Orchester), Verdis Giovanna d’Arco (Carlo Montanaro, ORF Radio-Symphonieorchester Wien) und Mozarts Requiem (Adam Fischer, Grazer Philharmonisches Orchester). Ein 2010 mit der 9. Symphonie (Bertrand de Billy, ORF Radio-Symphonieorchester Wien) begonnener Mahler-Zyklus wurde 2015 mit der monumentalen 8. Symphonie in der Grazer Stadthalle abgeschlossen (Gabriel Feltz, Grazer Philharmonisches Orchester).
Der Schwerpunkt der Jubiläumssaison 2014/2015 lag auf der Geschichte des Musikvereins und ihren Ehrenmitgliedern. Höhepunkte der über 60 Projekte waren Kooperationen mit Wiener Musikverein, Konzerthaus und Staatsoper, das Debüt des Royal Concertgebouw Orchestra Amsterdam unter Mariss Jansons, ein Festkonzert mit Philippe Jordan und den Wiener Symphonikern, Konzerte mit Angela Gheorghiu, Simon Keenlyside, der Initiative „Styria cantat“, dem Concentus Musicus Wien unter Nikolaus Harnoncourt sowie Gala-Abende mit Künstlern wie Markus Schirmer, Lidia Baich, Helmut Deutsch, Thomas Quasthoff, Michael Schade und dem Hugo Wolf Quartett. Mit dem jährlichen „Konzert für Menschenrechte“ setzt der Musikverein seit 2014 ein besonderes Zeichen der Verantwortung von Kunst und Kultur für die Werte einer humanistisch orientierten Gesellschaft. Für das nächste „Konzert für Menschenrechte“ im Dezember 2017, gewidmet der Friedensnobelpreisträgerin Malala Yousafzai, wurden vom Musikverein auch Auftragskompositionen an junge Komponisten vergeben. 2015 erschien auch die Festschrift Im Jahrestakt, welche die Reihe der Festpublikationen aus den Jahren 1890, 1965 und 1990 fortführt. Sie dokumentiert die wichtigsten historischen Ereignisse sowie die Programmgestaltung von der Gründungszeit bis ins 21. Jahrhundert, greift aber auch aktuelle Fragen aus Kulturwissenschaft, Philosophie und Soziologie auf. Viele Inhalte werden erstmals behandelt, etwa die Tätigkeiten des Musikvereins während des Nationalsozialismus, die Rolle der Frauen im Musikverein oder eine vollständige Auflistung der bis zu diesem Zeitpunkt 150 Ehrenmitglieder. Lebendig wird das Buch durch zahlreiche Konzertfotos aus den letzten Jahren sowie durch Statements von Mitgliedern, Ehrenmitgliedern und Pressevertretern.

### Saison 2024/2025 - 210 Jahre Musikverein
In der Spielzeit 2024/2025 wird das 210. Jubiläum des Musikvereins begangen. Zum Auftakt leitet Adam Fischer ein Haydn-Fest, dessen Höhepunkt Haydns Oratorium Die Jahreszeiten als Konzert für Klima und Menschenrechte bilden. Davon inspiriert spiegelt sich der Jahresverlauf als Sinnbild der Natur und des Lebens auch in der Programmatik der Abo-Konzerte wider.

### Haydn-Fest
Im September 2023 wurde im Musikverein erstmals ein Haydn-Fest veranstaltet. Im Mittelpunkt des auf Initiative von Intendant Michael Nemeth entstandenen Festivals steht der Dirigent und Haydn-Experte Adam Fischer, der seine Karriere in Graz begonnen hat und 2015 zum Ehrenmitglied ernannt wurde. „Mein Traum ist, dass wir Festspiele als Zentrum der Haydn-Welt etablieren, die dafür sorgen, dass auch die nachfolgende Generation Haydn so liebt, wie wir es tun. Graz und der Musikverein sollen zum Haydn-Mekka gedeihen!“, so Adam Fischer. Das Haydn-Fest wird bis 2025 fortgeführt.

### Konzerte für Menschenrechte
Keine Kultur ohne Menschenrechte, keine Menschenrechte ohne Kultur: Mit seinen bereits zur Tradition gewordenen Konzerten für Menschenrechte setzt der Musikverein tönende Zeichen für die Werte einer humanistisch orientierten Gesellschaft. So eröffnete etwa Oksana Lyniv mit dem von ihr begründeten Youth Symphony Orchestra of Ukraine die Saison 2018/2019, und Daniel Barenboim, Träger des Grazer Menschenrechtspreises, gab einen Klavierabend mit Werken von Beethoven. In der Saison 2019/2020 und 2020/2021 erinnern Konzerte an historische Ereignisse wie 75 Jahre Frieden in Europa, 65 Jahre Staatsvertrag oder 20 Jahre Graz - Stadt der Menschenrechte. 2021/2022 gastierte Hubert von Goisern mit seinem Programm Zeiten & Zeichen, 2022/2023 erinnern Markus Poschner und das ORF RSO Wien mit Pendereckis Threnos an die Opfer von Hiroshima.

### Jugendförderung
Die Eröffnung einer Singschule im Jahr 1816, die später um Instrumentalklassen, musiktheoretische Klassen, Kompositions- und Dirigierklassen erweitert wurde, spiegelt den bürgerlichen Bildungsgedanken und Drang der damaligen Gesellschaft nach Bildung, Erziehung und Aufklärung wider. Nach mehrmaligem Ortswechsel zog die Musikschule 1889 in die Griesgasse 29 und wurde schließlich 1920 zum Konservatorium erhoben. 1939 wurde das Konservatorium vom Musikverein abgetrennt und verstaatlicht (ab 1963 Akademie, heute Universität für Musik und darstellende Kunst). Die in der Griesgasse verbliebenen Klassen wurden als „Landesmusikschule“ und später als „Johann-Joseph-Fux Konservatorium“ weitergeführt. Zu den bedeutendsten Schülern der Vereinsschule zählen u. a. Waldemar Bloch, Karl Böhm, Ferruccio Busoni, Louis Eller, Marie Geistinger, Siegmund von Hausegger, Wilhelm Kienzl, Joseph Marx, Emil Nikolaus von Reznicek und Ernst Schuch.
Eine lange Tradition haben auch Veranstaltungen für Kinder und Jugendliche im Musikverein. Ersten „Jugendkonzerten“ (1960/1961) folgte Ende der 1960er-Jahre eine Kooperation mit der Jeunesse Österreich. Von 1991 bis 2005 bestand der Kinderkonzertzyklus „Kleine Leute – Große Ohren“. In der 2008 etablierten Reihe „Amabile“ stellten etablierte Musiker wie Markus Schirmer und Julian Rachlin dem Publikum junge Künstler vor. Eine Novität waren auch Kammeropernprojekte mit jungen Künstlern: Einer Trilogie früher Einakter von Gioachino Rossini folgte Gaetano Donizettis Rita sowie Franz von Suppés Die schöne Galathée. In den Amabile-Veranstaltungen debütierten junge Talente, die wenig später eine Weltkarriere starteten, wie Jevgēnijs Čepoveckis, Julie Fuchs oder Olga Peretyatko. Nach einer erneuten Zusammenarbeit mit der Jeunesse veranstaltet der Musikverein seit 2016/2017 wieder in Eigeninitiative Kinderkonzerte, darunter Peter und der Wolf oder Konzerte mit Timna Brauer. An seinen Gründungsgedanken knüpft der Musikverein außerdem mit Kooperationen mit Musikuniversitäten und Initiativen zur Förderung junger Talente an.

## Künstlerische Leitung
Bedeutende Persönlichkeiten des Grazer Musiklebens standen in engem Zusammenhang mit dem Musikverein für Steiermark: als aktive Musiker oder in verschiedenen Funktionen innerhalb des Vereins, darunter Heinrich von Herzogenberg, Eduard Hysel, Anselm Hüttenbrenner, Wilhelm Mayer-Rémy, Carl Maria von Savenau, Ferdinand Thieriot, Wilhelm Kienzl, Erich Wolfgang Degner, Roderich von Mojsisovics u. v. a. Im 20. Jahrhundert wurde der Musikverein von Generalsekretär(inn)en wie Albert Moser, Reinhold Portisch, Erika Kaufmann, Uta Werner und Michael Nemeth (seit 2007/2008) geprägt.

## Ehrenmitglieder
Zu den bedeutendsten „auswärtigen Ehrenmitgliedern“ des frühen 19. Jahrhunderts zählen die Komponisten Ludwig van Beethoven und Franz Schubert. Die Auszeichnung wurde aber auch an „ehemalige ausübende, um den Verein besonders verdiente Mitglieder, welche Graz verlassen hatten“, verliehen – z. B. an den ehemaligen Musikdirektor und Schubert-Freund Anselm Hüttenbrenner sowie 1817 an den in der Stadt ausgebildeten Komponisten Eduard von Lannoy (1787–1853) – oder an „fremde Künstler“ wie die Sängerin Therese Sessi (1796 bis nach 1827) und, 1820, an das 9-jährige Geigenwunderkind Sigismund von Praun (1811–1830). Ebenso wurde die Grazer Salonnière Marie Pachler-Koschak, deren Haus ein zentraler Treffpunkt Grazer Musiker und Künstler war, früh zu einem Ehrenmitglied ernannt. 1845 erhielt der k.k. Hof-Pianofortefabrikant, Klavierlehrer und Komponist Carl Andreas Stein (1797–1863) das Ehrendiplom. Auch der Journalist Adalbert Johann Polsterer war Ehrenmitglied.
Im 20. Jahrhundert wurden vorwiegend Komponisten und Musiker zu Ehrenmitgliedern ernannt, etwa Ernst Krenek, Karl Böhm, Alfred Cortot, György Ligeti, Alfred Brendel und Ernst Märzendorfer. Rund um das 200. Jubiläum des Musikvereins wurden Krzysztof Penderecki, Nikolaus Harnoncourt, Elīna Garanča und Adam Fischer in die Reihe der mittlerweile mehr als 150 Ehrenmitglieder aufgenommen. Die neuesten Ehrenmitglieder sind Thomas Quasthoff, Rudolf Buchbinder, Helmut Deutsch und Martin Grubinger.